# Stresemannstraße (Bremerhaven)
Die Stresemannstraße ist eine historische Straße in Bremerhaven, Stadtteile Geestemünde, Mitte und Lehe.
Sie führt als Durchgangsstraße in Süd-Nord-Richtung von der Elbestraße bis zur Langener Landstraße, weiter in Richtung Cuxhaven.

## Abschnitte und Querstraßen
Die Stresemannstraße gliedert sich in die Teilbereiche:
- Elbestraße bis zur Grimsbystraße / Autobahnzubringer
- Grimsbystraße bis zur Melchior-Schwoon-Straße und
- Melchior-Schwoon-Straße bis zur Langener Landstraße.

Die Querstraßen wurden benannt als Rheinstraße (früher Leher Chaussee) nach dem Strom, Wiesenstraße, Grymsbystraße nach der Partnerhafenstadt (1963) in England, Zur Hexenbrücke, die zur 1957 abgerissenen, malerischen und legendenumwobenen Holzbrücke von 1892 über die Geeste führte, Jan-Grön-Straße nach Johann Rickweg, der wegen seiner grünen Kleidung Jan Grön genannt wurde und der 1813 hier an der Franzosenbrücke gegen die Franzosen gekämpft hat, Melchior-Schwoon-Straße nach dem Unternehmer Melchior Schwoon, Schlachthofstraße, die zum Schlachthof führt, Hinrich-Schmalfeldt-Straße nach dem Politiker Hinrich Schmalfeldt (SPD), Sollingstraße nach dem Mittelgebirge des Weserberglands, Danziger Straße, Surfeldstraße nach einer Gemarkung, Auguststraße und Gerhardstraße als Namensstraßen, Neue Straße als neu (19. Jh.) angelegte Straße, Friedhofstraße, die zum Friedhof Lehe I führt, Eisenbahnstraße, die zum Bahnhof Lehe führt, Spadener Straße nach dem Nachbarort, Flötenkiel nach der Flötenform (Mundstück: Kiel = Keil) der spitz zulaufenden Straßen, Lange Straße und Pferdebade nach einem früheren Pferdebad; ansonsten siehe beim Link zu den Straßen.

## Geschichte

### Name
Die Stresemannstraße wurde 1929 – kurz nach seinem Tod – benannt nach dem Reichskanzler und Außenminister Gustav Stresemann (1878–1929) (DVP). 1926 erhielt Stresemann, zusammen mit dem französischen Außenminister Aristide Briand, den Friedensnobelpreis.
1933 erfolgte durch die Nazis eine Umbenennung in Straße der Freiheit, die nach 1945 wieder rückgängig gemacht wurde.

### Entwicklung

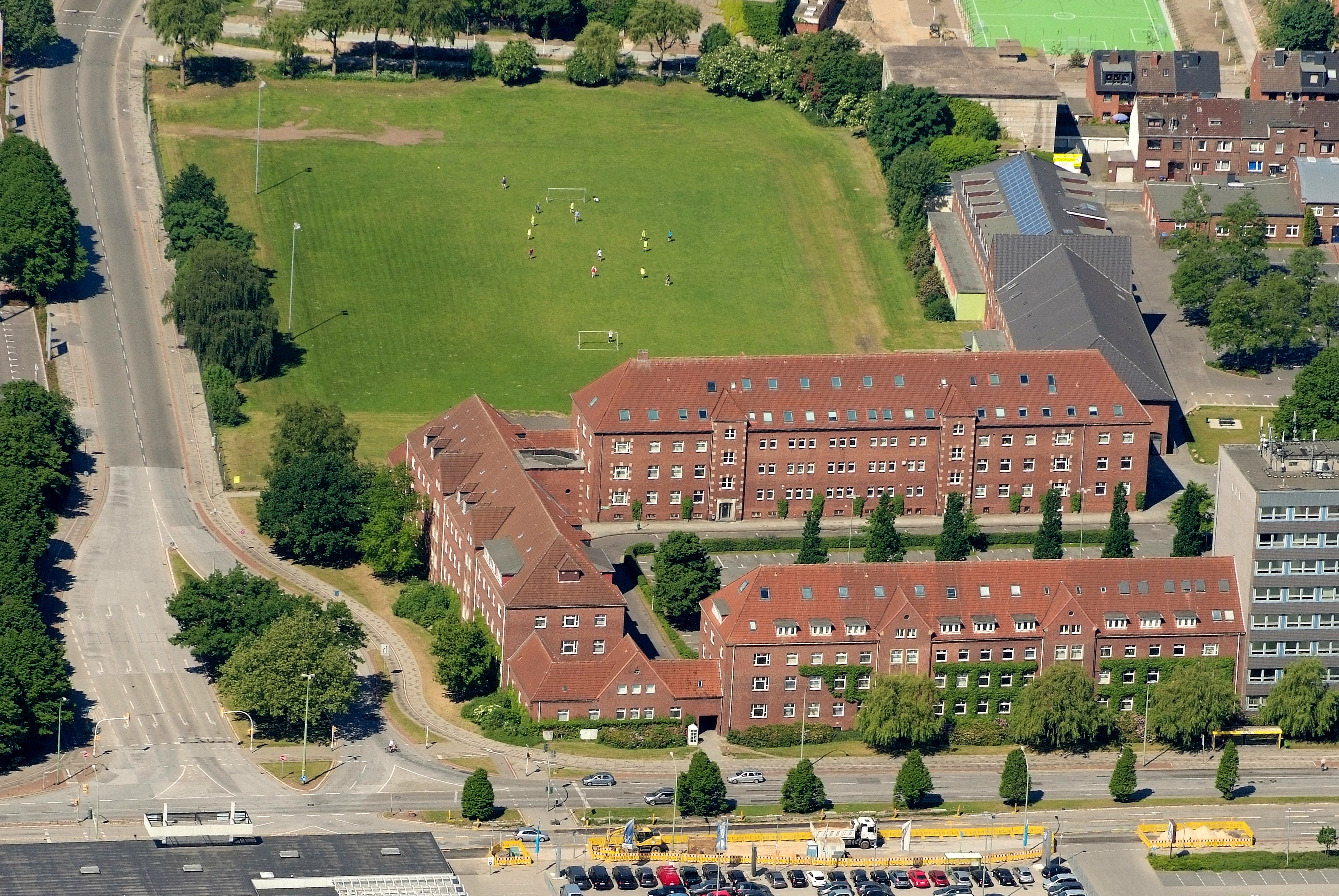
Stadtverwaltung

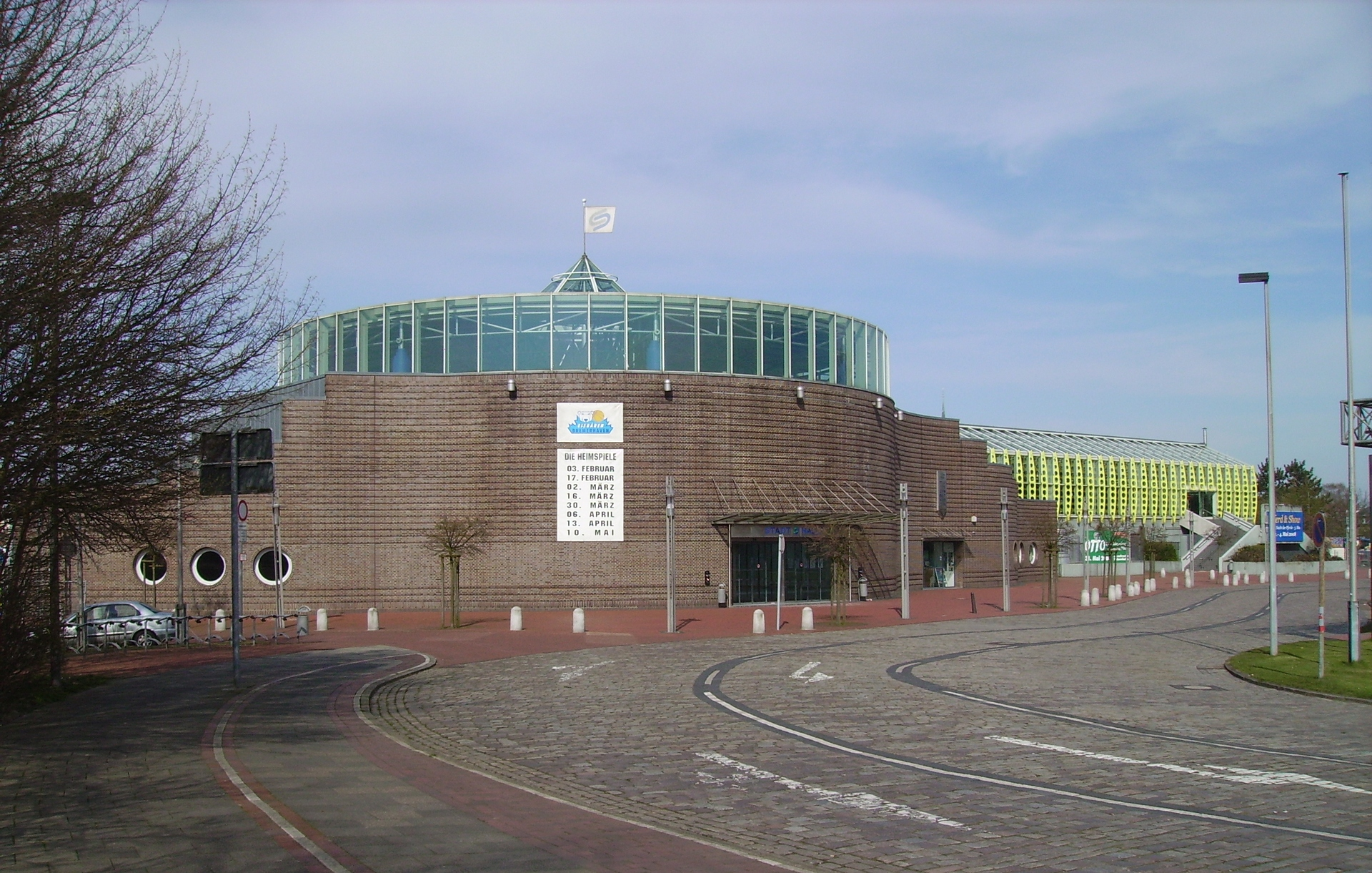
Stadthalle

Von Alt-Lehe führte der Postweg/Poststraße Richtung Süden. Im Bereich der heutigen Melchior-Schwoon-Straße musste eine alte Geesteschleife überquert werden. Die erste hölzerne Leher Brücke von 1752 ersetzte die Fähre. 1791 wurde diese Brücke am Reuterhamm durch eine ähnliche Holzbrücke erneuert. Hier fand am 25. März 1813 ein Gefecht zwischen 700 Soldaten der Franzosen gegen die Truppen aus dem Land Wursten, Lehe und Debstedt statt. Seitdem wurde die Brücke Franzosenbrücke genannt. Sie wurde mehrfach erneuert und bestand bis zur Geestebegradigung von 1894/95. Danach gab es bis 1947 eine neue Leher Brücke südlich von der heutigen Brücke der Stresemannstraße.
1827, mit der Gründung Bremerhavens, begann in Mitte und Lehe ein Aufstieg. Im Kern von Lehe war um 1880 die Hafenstraße die zentrale Durchgangsstraße. Die selbständigen Gemeinden Geestemünde, Bremerhaven (heute Mitte) und Lehe wuchsen als bebautes Stadtgebiet zusammen; eine leistungsfähige Straßenverbindung fehlte.
Die Reichsstraße 6, später Bundesstraße 6, führte von Cuxhaven bis Breslau und seit 1937 von Wesermünde über Langen nach Cuxhaven, zunächst noch durch die Hafenstraße. Die Verbindung Geestemünde über die Geeste mit seiner öfters geschlossenen Drehbrücke, weiter via Bürgermeister-Smidt-Straße, Lloyd-, Hafenstraße zur Lange Straße/ Nordstraße, war überlastet.
Ab 1925 gab es erste Planungen für den Ausbau der Straße zwischen Rhein- und Kaiser-Wilhelm-Straße (heute Heinrich-Schmalfeldt-Straße), von 1927 bis 1931 erfolgten erste Ausbaumaßnahmen (Geestebrücken, Aufschüttungen). Ein Bauabschnitt von der Kaiser-Wilhelm-Straße zur Poststraße wurde bis 1931 vollendet. 1935 wies die Kriegsmarine darauf hin, dass die Verbindungen zwischen Geestemünde und Lehe deutlich verbessert werden müssten. 1937 gab einen Ausbauplan der Straße der Freiheit als Osttangente zwischen Geestemünde und Flötenkiel in Lehe mit zwei Querverbindungen zur Hafenstraße (etwa da, wo sie später realisiert wurden). 1938/39 wurde eine vierspurige Betonstraße von der Rheinstraße bis zur Melchior-Schwoon-Straße ausgebaut, wobei die Bürgersteige und Radwege erst nach 1950 folgten.
Nach dem Zweiten Weltkrieg kam 1955 der nördliche Durchbruch als Bundesstraße 6 von der Melchior-Schwoon-Straße zum Flötenkiel in Richtung Langener Landstraße und Cuxhaven. Ende der 1970er Jahre, nach Eröffnung der Bundesautobahn 27, wurde dieser Teil der B 6 durch die A 27 ersetzt. Als noch heute wichtige Querverbindung zur Hafenstraße wurde die Melchior-Schwoon-Straße 1957 ausgebaut.
1980 ersetzte eine neue, sechsspurige Geestebrücke die Brücke von 1929. Die Straße wurde in diesem Bereich ausgebaut.

### Verkehr
Die Buslinien S, 504/505/506, 508, 509 und eine Nachtlinie der Bremerhavener Versorgungs- und Verkehrs-GmbH verkehren hier – hauptsächlich auf Teilstrecken.

## Gebäude und Anlagen

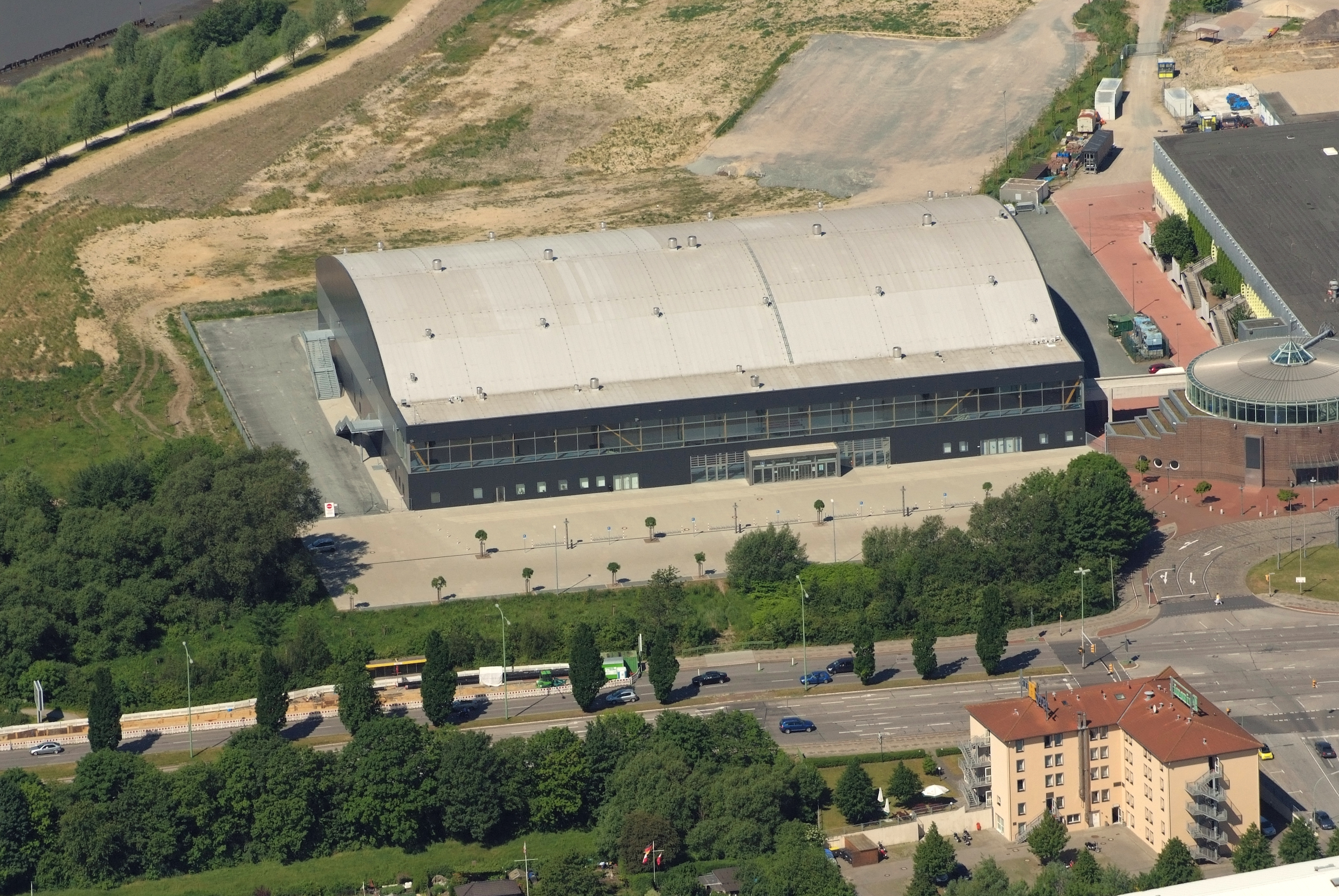
Eisarena Bremerhaven

An der Straße befinden sich im südlichen Bereich ein- bis dreigeschossige Büro- und Gewerbebauten, davon viele Autohäuser. Im folgenden nördlichen Bereich überwiegen zwei- bis viergeschossige Wohngebäude sowie noch viele ältere ein- und zweigeschossige Giebelwohnhäuser. Das Straßenbild ist zumeist sehr unterschiedlich und unruhig.

### Erwähnenswerte Gebäude
- Wilhelm-Kaisen-Platz/StresemannStraße: 2-gesch. Stadthalle Bremerhaven von 1974 (Fischtown Pinguins), Veranstaltungs- und Messe GmbH und Eisarena Bremerhaven von 2011 der Fischtown Pinguins Bremerhaven.
- Hinrich-Schmalfeldt-Straße 42/Stresemannstraße: Mehrere Bürogebäude der Stadtverwaltung Bremerhaven und des Magistrats der Stadt. Die Anlage besteht aus sechs „Stadthäusern“ sowie der Sporthalle, der Werkstattschule und dem Gewerkschaftshaus. Die ehemaligen zwei Leher Kasernen (Stadthäuser 1 bis 4 und 6) wurden nach 1960 umgebaut und durch ein 8-gesch. fremdwirkendes Hochhaus von 1980 ergänzt.
- Nr. 147/169: 3-gesch. Wohnhäuser der Jahrhundertwende.
- Nr. 170: 4-gesch. Haus der Pension Alex.
- Nr. 181 und 183: 3-gesch. Wohnhäuser der Jahrhundertwende.
- Nr. 185 und 187: 2-gesch. Wohnhäuser der Jahrhundertwende.
- Nr. 195 und 203: 2-gesch. Giebelwohnhäuser der Jahrhundertwende.
- Nr. 206 und 208: 3-gesch. Wohnhäuser der Jahrhundertwende.
- Nr. 221: 1-gesch. Giebelwohnhaus vor der Jahrhundertwende.
- Nr. 224: 4-gesch. Seniorenheim AWO Haus am Sollacker von 1987 der Arbeiterwohlfahrt.

### Gedenksteine

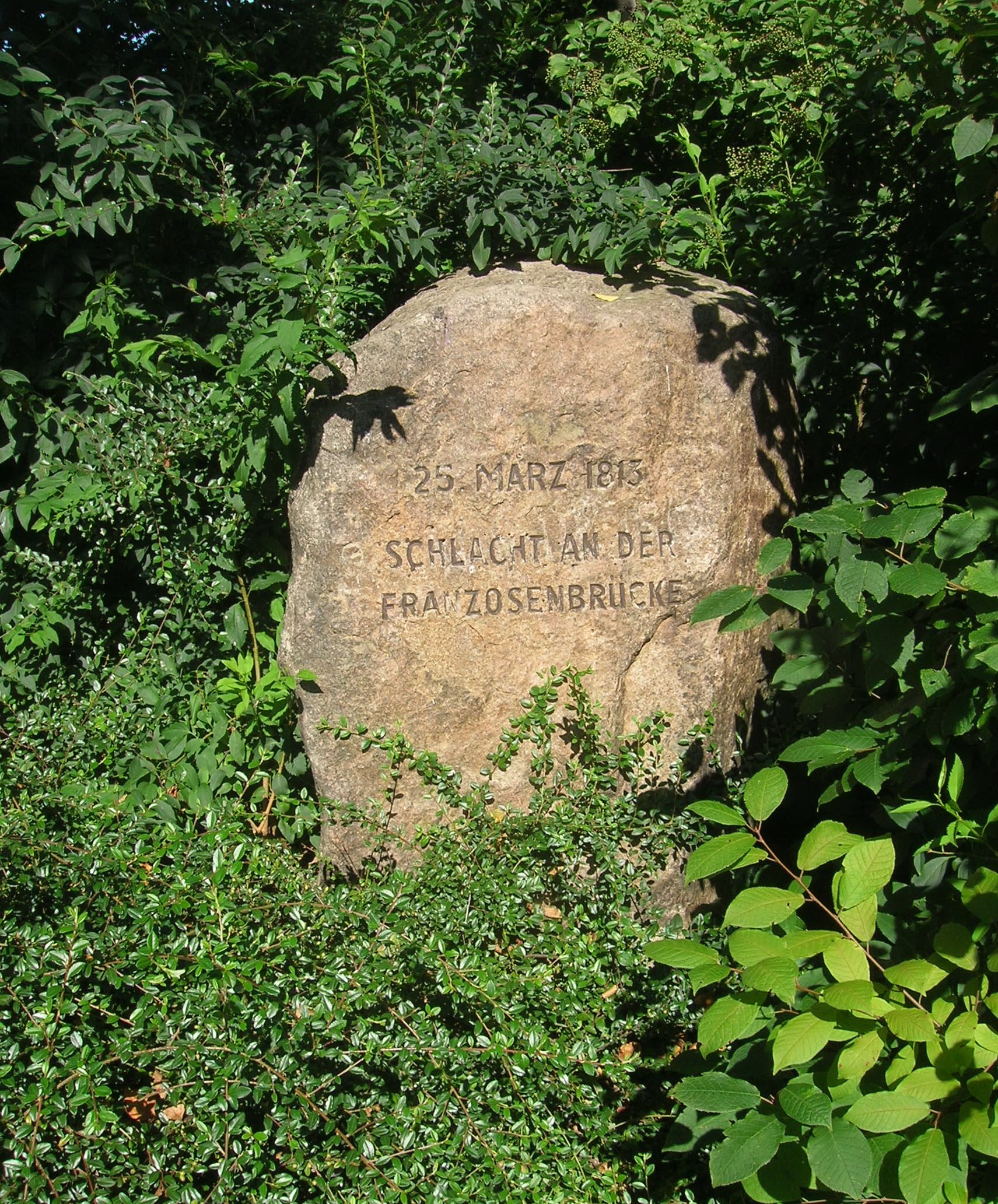
Franzosenstein von 1813

- Franzosenstein von 1913 bei der früheren Franzosenbrücke als Erinnerung an die Befreiungskriege.
- Stolpersteine in Bremerhaven
  - Nr. 206: für Amalie Rosenberg (1862–1942), im KZ Theresienstadt ermordet.